# Klaus Knopper
Klaus Knopper nació en Ingelheim, Alemania, en 1968. Es graduado en Ingeniería Eléctrica de la Universidad de Tecnología Kaiserslautern (en alemán: Technische Universität Kaiserslautern), es cofundador de LinuxTag (una gran expo Europea de Linux) y desarrollador de software libre. Desde 1998, trabaja de forma independiente como Consultor en IT, además es profesor en la Kaiserslautern University de Ciencias Aplicadas, asesor, conferencista y realiza personalizaciones para hardware, entre muchas otras cosas.
Knopper es el creador de las mundialmente reconocidas distribuciones Live CD Knoppix (con KDE como escritorio predeterminado) y Gnoppix (con Gnome como escritorio predeterminado), ambas distribuciones basadas en Debian.
Knopper está casado con Adriane Knopper, quien tiene debilidad visual. Ella ha ayudado a Knopper a crear una versión de Knoppix dedicada especialmente a personas con ceguera o debilidad visual. Su nombre ha sido dado para dicha distribución: Adriane Knoppix.
Knopper también es conocido como el hombre 'No Hard Disk' (en español: 'Sin disco duro'), un nombre dado por el periodista hindú Swapnil Bhartiya en el EFY Times.